# Barylypa elongata
Barylypa elongata là một loài tò vò trong họ Ichneumonidae.